# Dagupan
Dagupan est une municipalité de la province de Pangasinan, aux Philippines.